# Premi Magritte 2017

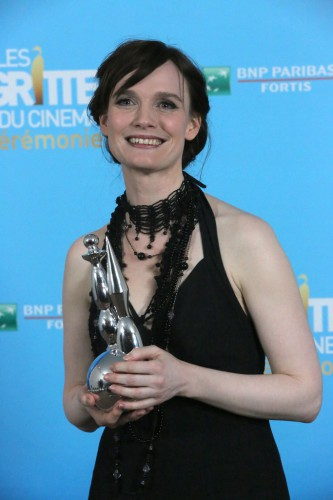
La conduttrice della cerimonia, Anne-Pascale Clairembourg

La cerimonia di premiazione della 7ª edizione dei Premi Magritte si è svolta il 4 febbraio 2017 al centro congressi Square di Bruxelles. L'evento è stato presentato da Anne-Pascale Clairembourg e le candidature sono state annunciate il 10 gennaio 2017.

## Vincitori e candidati
Vengono di seguito indicati in grassetto i vincitori. Ove ricorrente e disponibile, viene indicato il titolo in lingua italiana e quello in lingua originale tra parentesi.
Miglior film
- Les Premiers, les Derniers, regia di Bouli Lanners
  - Je me tue à le dire, regia di Xavier Seron
  - Keeper, regia di Guillaume Senez
  - Dopo l'amore (L'Économie du couple), regia di Joachim Lafosse
  - Parasol, regia di Valéry Rosier

Miglior regista
- Bouli Lanners - Les Premiers, les Derniers
  - Xavier Seron - Je me tue à le dire
  - Joachim Lafosse - Dopo l'amore(L'Économie du couple)
  - Valéry Rosier - Parasol

Miglior film straniero in coproduzione
- La tartaruga rossa (La Tortue rouge), regia di Michaël Dudok de Wit
  - Appena apro gli occhi - Canto per la libertà (À peine j'ouvre les yeux), regia di Leyla Bouzid
  - Éternité, regia di Trần Anh Hùng
  - Les Cowboys, regia di Thomas Bidegain

Migliore sceneggiatura originale o adattamento
- Xavier Seron - Je me tue à le dire
  - Guillaume Senez e David Lambert - Keeper
  - Joachim Lafosse - Dopo l'amore (L'Économie du couple)
  - Bouli Lanners - Les Premiers, les Derniers

Miglior attore
- Jean-Jacques Rausin - Je me tue à le dire
  - Aboubakr Bensaihi - Black
  - François Damiens - Les Cowboys
  - Bouli Lanners - Les Premiers, les Derniers

Migliore attrice
- Astrid Whettnall - La Route d'Istanbul
- Virginie Efira - Tutti gli uomini di Victoria (Victoria)
  - Marie Gillain - Mirage d'amour avec fanfare
  - Jo Deseure- Un homme à la mer

Miglior attore non protagonista
- David Murgia - Les Premiers, les Derniers
  - Laurent Capelluto - Je suis un soldat
  - Sam Louwyck - Keeper
  - Charlie Dupont - Un petit boulot

Migliore attrice non protagonista
- Catherine Salée - Keeper
  - Virginie Efira  - Elle
  - Anne Coesens - La Taularde
  - Julienne Goeffers - Parasol

Migliore promessa maschile
- Yoann Blanc - Un homme à la mer
  - Lazare Gousseau - Baden Baden
  - Pierre Olivier - Nous quatre
  - Martin Nissen - Welcome Home

Migliore promessa femminile
- Salomé Richard - Baden Baden
  - Ghalia Benali - Appena apro gli occhi - Canto per la libertà (À peine j'ouvre les yeux)
  - Martha Canga Antonio - Black
  - Jade Soentjens e Margaux Soentjens - Dopo l'amore (L'Économie du couple)

Miglior fotografia
- Olivier Boonjing - Parasol
  - Manuel Dacosse - Évolution
  - Benoît Debie - Io danzerò (La Danseuse)
  - Jean-Paul De Zaeytijd - Les Premiers, les Derniers

Miglior sonoro
- Nils Fauth e Peter Soldan - La tartaruga rossa (La Tortue rouge)
  - Arnaud Calvar, Julien Mizac e Philippe Charbonnel - Je me tue à le dire
  - Virginie Messiaen e Franco Piscopo - Keeper

Migliore scenografia
- Paul Rouschop - Les Premiers, les Derniers
  - Véronique Sacrez - Éternité
  - Florin Dima - Keeper

Migliori costumi
- Élise Ancion - Les Premiers, les Derniers
  - Sandra Campisi - Baden Baden
  - Nina Caspari - Black

 Migliore colonna sonora 
- Cyrille de Haes e Manuel Roland - Parasol
  - Hannes De Maeyer - Black
  - Catherine Graindorge - Le Chant des hommes

Miglior montaggio
- Julie Brenta - Keeper
  - Julie Naas - Je me tue à le dire
  - Nicolas Rumpl - Parasol

Miglior cortometraggio cinematografico
- Le Plombier, regia di Xavier Seron e Méryl Fortunat-Rossi
  - À l'arraché, regia di Emmanuelle Nicot
  - Les Amoureuses, regia di Catherine Cosme

Miglior cortometraggio di animazione
- Pornography, regia di Éric Ledune
  - Estate, regia di Ronny Trocker
  - Totem, regia di Paul Jadoul

Miglior documentario
- En bataille - Portrait d'une directrice de prison, regia di Ève Duchemin
  - Intégration Inch'Allah, regia di Pablo Muñoz Gomez
  - La Terre abandonnée, regia di Gilles Laurent

Premio onorario
- André Dussollier

Miglior opera prima
- Keeper, regia di Guillaume Senez
  - Je me tue à le dire, regia di Xavier Seron
  - Parasol, regia di Valéry Rosier